# Glen Kamara
Glen Kamara (ur. 28 października 1995 w Tampere) – fiński piłkarz sierraleońskiego pochodzenia występujący na pozycji pomocnika w angielskim klubie Leeds United.
Wychowanek Arsenalu, w którego barwach zadebiutował oficjalnie 27 października 2015 roku, wychodząc w podstawowym składzie na przegrany 0:3 mecz Pucharu Ligi Angielskiej z Sheffield Wednesday. 
W barwach reprezentacji Finlandii do lat 21 rozegrał 7 spotkań w eliminacjach do młodzieżowych Mistrzostw Europy.